# Пирій наповнений
Пирій наповнений, перійка сітникова (Elymus farctus (Viv.) Runemark ex Melderis) — вид рослин з роду пирійник (Elymus) родини тонконогові (Poaceae).

## Опис
Багаторічна трав'яниста рослина, що досягає висоти від 20 до 60 сантиметрів. Стебла прямостоячі. синьо-зелений листова пластина від 10 до 35 сантиметрів в довжину і від 2 до 6 міліметрів. Верхня сторона листової пластинки щільно волохата, а нижня гола. Суцвіття довжиною від 4 до 20 сантиметрів. Колоски довжиною від 15 до 28 мм містять від трьох до восьми квіток.

## Поширення
Північна Африка: Алжир; [пн.] Єгипет [пн.]; Лівія [пн.-зх.]; Марокко; Туніс. Західна Азія: Кіпр; Ізраїль; Ліван; Сирія [зх.]; Туреччина [зх.]. Кавказ: Грузія. Європа: Данія; Фарерські острови; Фінляндія; Ірландія; Норвегія [вкл. Шпіцберген і Ян-Маєн]; Швеція; Об'єднане Королівство; Бельгія; Німеччина; Нідерланди; Польща; Естонія; Латвія; Литва; Україна [вкл. Крим]; Албанія; Болгарія; Хорватія; Греція [вкл. Крит]; Італія [вкл. Сардинія, Сицилія]; Румунія; Словенія; Франція [вкл. Корсика]; Португалія; Гібралтар; Іспанія [вкл. Балеарські острови]. Натуралізований: Канада — Нова Шотландія, США — Каліфорнія [пд.].